# Landgericht Berlin I

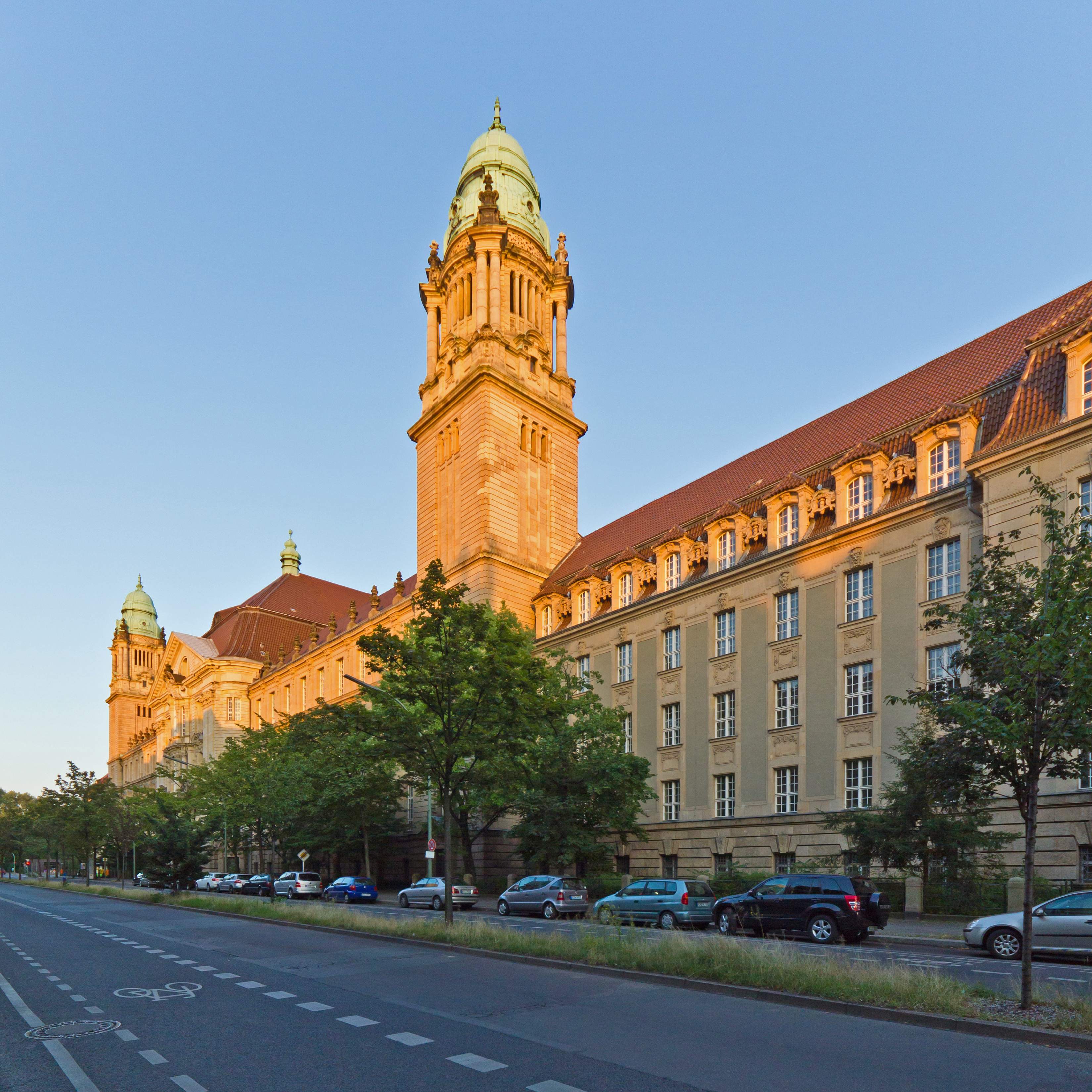
Ansicht des Gebäudekomplexes vom Kriminalgericht Moabit in der Turmstraße in Berlin-Moabit

Das Landgericht Berlin I ist seit Anfang 2024 das für Strafsachen zuständige Landgericht für das Gebiet des Bundeslandes Berlin. Es ist im sogenannten Kriminalgericht Moabit untergebracht. Ihm ist das Kammergericht übergeordnet. Das einzige nachgeordnete Amtsgericht ist das Amtsgericht Tiergarten.

## Geschichte
Mit Wirkung zum 1. Januar 2024 wurde das bisherige Landgericht Berlin aufgeteilt; das Landgericht Berlin II ist für Zivilsachen zuständig.

## Präsidenten
- seit 2024: Christoph Mauntel[2]